# 斯塔尼斯拉維夫卡 (科洛梅亞區)
48°39′30″N 24°54′28″E / 48.65833°N 24.90778°E
斯塔尼斯拉維夫卡（烏克蘭語：Станіславівка），是烏克蘭的村落，位於該國西部伊萬諾-弗蘭科夫斯克州，由科洛梅亞區負責管轄，始建於1928年，面積9.6平方公里，2001年人口99，人口密度每平方公里10.32人。